# Alcubierre
Alcubierre es un municipio de España situado en la comarca de Los Monegros, provincia de Huesca, comunidad autónoma de Aragón. Tiene un área de 115,29 km² con una población de 372 habitantes (INE 2021) y una densidad de 3,22 hab/km².

## Toponimia
Alcubierre es un topónimo íbero que significa "lomas o colinas separadas". A pocos kilómetros, hay un yacimiento íbero en Puyalcalá.
Hay quien sostiene que proviene del euskera “lekuberri”, que significa “sitio nuevo” como nueva ubicación.

## Historia
El emperador Carlos I estuvo en tres ocasiones en Alcubierre: 21 de julio de 1528 (El Emperador come en Alcubierre), 30 de diciembre de 1533 (El Emperador duerme en Alcubierre) y 19 de noviembre de 1537 (El Emperador de paso a Zaragoza).
Localidad natal del teólogo Juan de Ester, que logró renombre en el último tercio del siglo XVI. Graduado en la Universidad de Huesca, fue colegial del Mayor e Imperial de Santiago en donde ingresó en 1583.
Localidad natal de fray Domingo Lizano Casanueva, que prestó servicios a la Orden de Malta y fue prior de Jatiel (Teruel) a mediados del siglo XVII.
Francisco Espoz y Mina fusiló en Alcubierre por traidor al guerrillero José Tris "El Malcarau", el 23 de abril de 1812, después de que el ejército francés estuviera a punto de capturarle en Robres. También ahorcó a tres espías franceses y a los alcaldes de Grañén -por no avisar de que el ejército francés había descansado 1 hora- y Leciñena. Este, junto con el párroco de la localidad, preguntó si ya había caído Espoz y Mina a uno de sus oficiales, al que tomaron por miembro del ejército francés. Ambos fueron ahorcados de la cuerda de la campana de la iglesia de Leciñena. En otro episodio de la Guerra de Independencia, Espoz y Mina captura un convoy del general París el 8 de julio de 1813.
Localidad natal de Mariano Gavín Suñen, el bandido Cucaracha (1838-1875).
George Orwell (1903-1950), escritor y periodista británico, combatió en la Sierra de Alcubierre en enero y febrero de 1937. De sus vivencias en la guerra civil española y en Alcubierre habla en su libro Homenaje a Cataluña. En la actualidad, hay una ruta turística llamada Orwell con búnkeres y trincheras.

## Demografía
Alcubierre cuenta con una población de 400 habitantes (INE 2024).
| Gráfica de evolución demográfica de Alcubierre entre 1842 y 2021                                                    |
| |
| Población de derecho según los censos de población del INE Población de hecho según los censos de población del INE |

## Administración y política
| Período   | Alcalde                       | Partido |  |
| --------- | ----------------------------- | ------- |  |
| 1979-1983 | José María Ferrando Gella     | UCD     |  |
| 1983-1987 | José Manuel Suñén Mené        | PSOE    |  |
| 1987-1991 | José Manuel Suñén Mené        | PSOE    |  |
| 1991-1995 | José Manuel Suñén Mené        | PSOE    |  |
| 1995-1999 | José Manuel Suñén Mené        | PSOE    |  |
| 1999-2003 | Álvaro Isidro Amador Lacambra | PSOE    |  |
| 2003-2007 | Álvaro Isidro Amador Lacambra | PSOE    |  |
| 2007-2011 | Álvaro Isidro Amador Lacambra | PSOE    |  |
| 2011-2015 | Álvaro Isidro Amador Lacambra | PSOE    |  |
| 2015-2019 | Álvaro Isidro Amador Lacambra | PSOE    |  |
| 2019-2023 | Álvaro Isidro Amador Lacambra | PSOE    |  |
| 2023-2027 | Pedro Suñén Pardo             | PP      |  |

| Partido político    | Partido político                                   | 2003   | 2007   | 2011   | 2015   | 2019   | 2023   |
| Partido político    | Partido político                                   | Ediles | Ediles | Ediles | Ediles | Ediles | Ediles |
|                     | Partido de los Socialistas de Aragón (PSOE-Aragón) | 4      | 4      | 4      | 4      | 4      | 3      |
|                     | Partido Aragonés (PAR)                             | 3      | 3      | 3      | 3      | 3      | —      |
|                     | Partido Popular de Aragón (PP)                     | —      | —      | —      | —      | —      | 4      |
| Total de concejales | Total de concejales                                | 7      | 7      | 7      | 7      | 7      | 7      |

## Cultura

### Fiestas
El 26 de julio se celebran las fiestas patronales en honor de Santa Ana.
El último sábado de abril se celebra la romería a la ermita de San Caprasio.
El tercer miércoles de cuaresma se celebra la tradicional fiesta de La vieja remolona, que data de finales del siglo XVII o comienzos del XVIII.

### Festival Internacional de Ajedrez

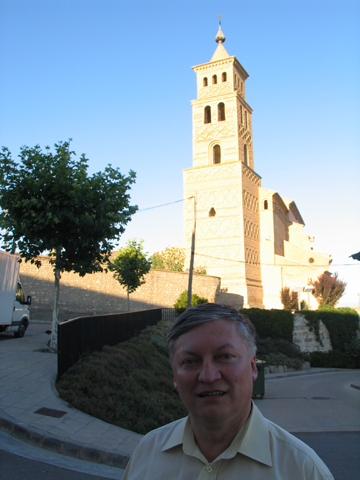
El campeón del mundo Anatoly Karpov invitado de honor de la primera edición del Festival Internacional de Ajedrez de Alcubierre (Huesca).

Desde 2007 se celebra cada verano el Festival Internacional de Ajedrez, que incluye entre otras actividades un torneo de semirrápidas y una exhibición de partidas simultáneas con un campeón del mundo o un Gran Maestro de primer nivel mundial. Entre los participantes están los campeones del mundo Anatoly Karpov (2007), Veselin Topalov (2008), Boris Spassky (2009), Ruslan Ponomariov (2015), Hou Yifan (2017) y Anna Muzychuk (2018), los subcampeones Jan Timman (2012) y Nigel Short (2014) y la mejor jugadora de la historia y que llegó a ser octava del mundo en las listas ELO masculinas, Judith Polgar (2022). El 22 y 23 de julio de 2023, con la presencia de la iraní Sara Khadem, se celebró la XVI edición. 
| Año  | Simultáneas | Fechas                    | Resultado                                                                                                   |
| ---- | --- | ------------------------- | --- |
| 2007 | Anatoly Karpov (Rusia) Campeón del Mundo                                                                                                  | 28 y 29 de julio          | +16 =1 -0 Tablas: Pablo Maza.                                                                               |
| 2008 | Veselin Topalov (Bulgaria) Campeón del Mundo                                                                                              | 15 y 16 de agosto         | +22 =2 -0 Tablas: Daniel Moreno y David Vallés.                                                             |
| 2009 | Boris Spassky (Rusia) Campeón del Mundo                                                                                                   | 18 y 19 de julio          | +14 =2 -0 Tablas: Pablo Maza y Mateo Uldemolins.                                                            |
| 2010 | Francisco Vallejo (España) Campeón del Mundo Sub-18                                                                                       | 31 de julio y 1 de agosto | + 17 =0 -0                                                                                                  |
| 2011 | Ljubomir Ljubojevic (Serbia) Gran Maestro                                                                                                 | 30 y 31 de julio          | +15 =1 -0 Tablas: Jorge González Gambau.                                                                    |
| 2012 | Jan Timman (Holanda) Subcampeón del Mundo                                                                                                 | 21 y 22 de julio de 2012  | +13 =5 -0 Tablas: María Eizaguerri, Pedro Ginés Abad, Pedro Ginés Esteo, Antonio Viñuales y Ramiro Zambrano |
| 2013 | Miguel Illescas (España) Campeón de España (8 ocasiones)                                                                                  | 20 y 21 de julio de 2013  | +15 =1 -0 Tablas: Alfonso Javierre.                                                                         |
| 2014 | Nigel Short (Gran Bretaña) Subcampeón del Mundo                                                                                           | 19 y 20 de julio          | +19 = 1 -0 Tablas: Pedro Ginés Abad.                                                                        |
| 2015 | Ruslan Ponomariov (Ucrania) Campeón del Mundo                                                                                             | 18 y 19 de julio          | +18 =0 -0                                                                                                   |
| 2016 | Yifan Hou (China) Campeona del Mundo | 30 y 31 de julio          | +17 =1 -0 Tablas: Javier Solano.                                                                            |
| 2017 | David Antón (España) Subcampeón de Europa                                                                                                 | 22 y 23 de julio          | +21 =0 -0                                                                                                   |
| 2018 | Anna Muzychuk (Ucrania) Campeona del Mundo                                                                                                | 21 y 22 de julio          | +24 =0 -0                                                                                                   |
| 2019 | Vlastimil Hort (República Checa) Gran Maestro                                                                                             | 20 y 21 de julio          | +16 =1 -0 Tablas: Alfonso Javierre.                                                                         |
| 2021 | Leontxo García (España) | 17 y 18 de julio          | +8 =0 |
| 2022 | Judit Polgar (Hungría) Mejor jugadora de la historia 8ª del mundo absoluto                                                                | 16 y 17 de julio          | +19 =1 -0 Tablas: Pablo Buisac.                                                                             |
| 2023 | Sara Khadem (Irán) Subcampeona del mundo                                                                                                  | 22 y 23 de julio          | +19 =0 |
| 2024 | Pía Cramling (Suecia) Número 1 del mundo (3 ocasiones) Juan Manuel Bellón (España) Campeón de España (5 ocasiones) Anna Cramling (Suecia) | 20 y 21 de julio          | +13 =0 -0 +12 =0 -0                                                                                         |

### Patrimonio

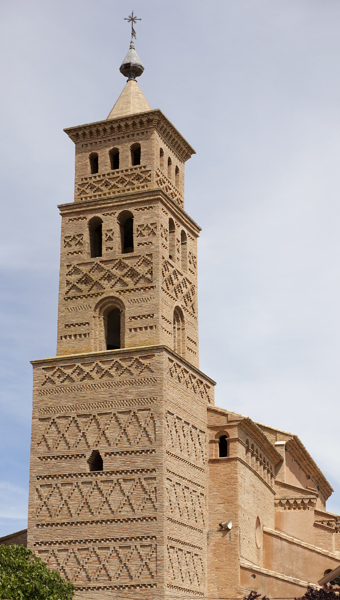
Iglesia de Santa Ana

Hay en la localidad una iglesia de Santa Ana.

## Economía

### Evolución de la deuda viva municipal
| Gráfica de evolución de Deuda viva del Ayuntamiento de Alcubierre entre 2008 y 2019                                |
| |
| Deuda viva del Ayuntamiento de Alcubierre en miles de Euros según datos del Ministerio de Hacienda y Ad. Públicas. |